# Casas adosadas 1 (Éfeso)
Casas adosadas 1 es el nombre utilizado por los arqueólogos para un complejo de casas privadas de época romana en la antigua ciudad de Éfeso en Asia Menor, en la actual Turquía. Sus ruinas  forman parte del yacimiento arqueológico de Éfeso, declarado Patrimonio de la Humanidad por la Unesco.
Las casas adosadas 1 son la más oriental de las dos casas adosadas excavadas en la ciudad. En su lado occidental se encuentra las llamadas Casas adosadas 2. Los edificios toman su nombre actual del hecho de que fueron construidos sobre terraplenes en la ladera. El complejo conocido como Casas adosadas 1 está formado por un solo bloque (una insula romana), que estaba situado a lo largo de la calle Curetes, frente a las Termas de Varo y el Templo de Adriano. Sus casas datan de finales del siglo I a. C.   y se mantuvieron en uso residencial hasta principios del Imperio bizantino en el siglo VI d. C.. Las casas han sufrido frecuentes alteraciones a lo largo de su historia.

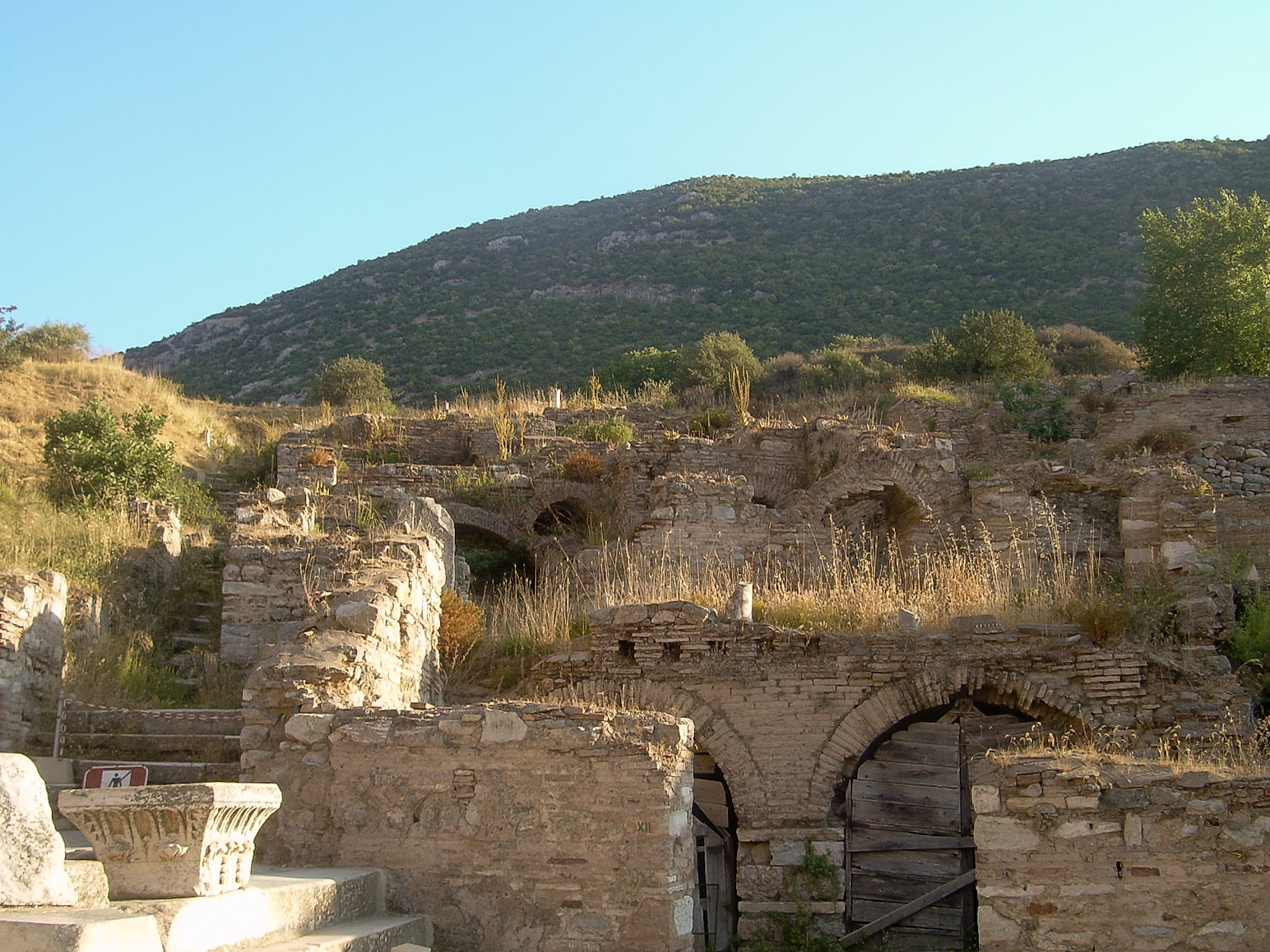
Restos.

Desde el siglo III d. C., las casas muestran el empobrecimiento de la ciudad a causa de los terremotos. En la primera época cristiana, en el V o VI, se construyó una capilla en una de las casas.
Las excavaciones arqueológicas de la casa adosada 1 se llevaron a cabo entre 1960 y 1967.